# 愛知県道185号栗栖犬山線
愛知県道185号栗栖犬山線（あいちけんどう185ごう くりすいぬやません）は、愛知県犬山市内を通る一般県道である。

## 概要

### 路線データ
- 起点：愛知県犬山市大字栗栖
- 終点：愛知県犬山市大字犬山
- 全長：約6.4 km

## 沿革
- 1959年12月15日 認定

## 路線状況

### 交通規制
寂光院北側辺りから日本モンキーパーク北側辺りにかけて、かつては警笛鳴らせの規制標識が設置されていたが、2013年4月現在、標識は撤去されている。

## 地理

### 交差する道路
- 愛知県道27号春日井各務原線（木曽街道）
- 愛知県道183号浅井犬山線
- 愛知県道64号一宮犬山線

### 沿線
- 犬山市立栗栖小学校
- 犬山市野外活動センター
- 桃太郎神社、桃太郎公園
- 日本モンキーパーク
- 木曽川観光（株）（鵜飼い・日本ライン下り）
- 名鉄犬山線 犬山遊園駅
- 名鉄犬山ホテル（改築のため閉館中）
- 犬山城
- 犬山市文化史料館
- 犬山市福祉会館